# Lumbrineris meteorana
Lumbrineris meteorana är en ringmaskart som beskrevs av Augener 1931. Lumbrineris meteorana ingår i släktet Lumbrineris och familjen Lumbrineridae. Inga underarter finns listade i Catalogue of Life.